# Eois hulaquina
Eois hulaquina là một loài bướm đêm trong họ Geometridae.